# Пренчкі
Пренчкі (пол. Pręczki, нім. Striemen) — село в Польщі, у гміні Роґово Рипінського повіту Куявсько-Поморського воєводства.
Населення — 259 осіб (2011).
У 1975-1998 роках село належало до Влоцлавського воєводства.

## Демографія
Демографічна структура станом на 31 березня 2011 року:
|          | Загалом | Допрацездатний вік | Працездатний вік | Постпрацездатний вік |
| -------- | ------- | ------------------ | ---------------- | -------------------- |
| Чоловіки | 122     | 37                 | 71               | 14                   |
| Жінки    | 137     | 28                 | 77               | 32                   |
| Разом    | 259     | 65                 | 148              | 46                   |